# Fasciolaria tephrina
Fasciolaria tephrina is een slakkensoort uit de familie van de Fasciolariidae. De wetenschappelijke naam van de soort is voor het eerst geldig gepubliceerd in 2002 door de Souza.